# Lucius Nonius Asprenas (consul suffect en 29)
Lucius Nonius Asprenas est un sénateur et homme politique de l'Empire romain.

## Biographie
Il est né dans la gens des Nonii. Fils aîné de Lucius Nonius Asprenas, il épouse Calpurnia et est consul suffect en 6 (de l'ère commune). Il a deux frères cadets : Publius Nonius Asprenas Calpurnius Serranus, consul en 38, et Nonius Asprenas Calpurnius Torquatus.
Pline l'Ancien note que deux des fils de Lucius Nonius Asprenas[Lesquels ?] sont affectés de scoliose. Il est également consul suffect en 29,  avec pour collègue Aulus Plautius.

## Famille
On lui connaît un fils, Lucius Nonius Calpurnius Asprenas, consul suffect vers l'an 72.